# Casla
Casla er en by og kommune i det centrale Spanien i provinsen Segovia. Den har et indbyggertal på 155 (2024) indbyggere.